# Ponikiew (województwo mazowieckie)
Ponikiew – wieś w Polsce położona w województwie mazowieckim, w powiecie pułtuskim, w gminie Pułtusk. Ma status sołectwa.
W latach 1975–1998 miejscowość położona była w województwie ciechanowskim.
Wieś rozsławiona 30 stycznia 1868 po upadku deszczu meteorytów. Spadek widziano w całej ówczesnej Polsce aż po Lwów, a także we Wrocławiu i Królewcu. Okazy z tego spadku należą do najliczniejszych polskich meteorytów i są dostępne we wszystkich większych polskich muzeach geologicznych i w wielu zagranicznych. Spadek tego meteorytu opisywany jest jako najliczniejszy deszcz meteorytów kamiennych na świecie. Okazy z tego spadku znane są w nauce pod nazwą meteoryt Pułtusk.